# 제1차 세계 대전의 사상자
제1차 세계 대전 사상자 목록.
병력상으로는 9,381,551명의 장병 전사자,  23,143,015명의 장병 부상자, 합계 32,524,566명의 장병 손실(사망 및 부상)이 발생했다. 민간인은 사망자만 최대 19,174,335명(연합국 최대 10,080,391명, 동맹국 최대 8,341,264명, 중립4국 최대 2,680명)이다.

## 국별 병력(兵力) 손실
*는 영연방.
| 나라                 | 사상 장병  | 사망 장병 | 부상 장병  |
| -------------------- | ---------- | --------- | ---------- |
| 러시아 제국          | 7,650,000  | 1,700,000 | 5,950,000  |
| 독일 제국            | 6,253,758  | 2,037,700 | 4,216,058  |
| 프랑스 제3공화국     | 5,623,800  | 1,357,800 | 4,266,000  |
| 오스트리아-헝가리    | 4,820,000  | 1,200,000 | 3,620,000  |
| 대영 제국            | 2,998,583  | 908,371   | 2,090,300  |
| 이탈리아 왕국        | 1,597,000  | 650,000   | 947,000    |
| 세르비아 왕국        | 1,178,148  | 450,000   | 728,148    |
| 오스만 제국          | 725,000    | 325,000   | 400,000    |
| 루마니아 왕국        | 455,706    | 335,706   | 120,000    |
| 미국                 | 360,300    | 126,000   | 234,300    |
| 불가리아 왕국        | 239,890    | 87,500    | 152,390    |
| 캐나다 자치령*       | 239,605    | 66,655    | 172,950    |
| 오스트레일리아 연방* | 218,501    | 59,330    | 159,171    |
| 몬테네그로 왕국      | 60,000     | 50,000    | 10,000     |
| 벨기에 왕국          | 58,402     | 13,716    | 44,686     |
| 그리스 왕국          | 26,000     | 5,000     | 21,000     |
| 포르투갈 민주 공화국 | 20,973     | 7,222     | 13,751     |
| 뉴펀들랜드 자치령*   | 3,605      | 1,251     | 2,354      |
| 일본 제국            | 1,207      | 300       | 907        |
| 총 사상자            | 31,875,232 | 9,381,551 | 22,493,681 |

## 같이 보기
- 제2차 세계 대전 기간의 인명 손실